# Break On Through (To the Other Side)
Break On Through (To the Other Side) pjesma je sastava The Doors. Cijeli sastav ju je skladao i objavljena je kao prva pjesma sastava u siječnju 1967. Može je se naći i na prvom albmu sastava The Doors. Pjesma nije bila naročito poznata kao singl, a postaje poznata zajedno tek sa singlom "Light My Fire". "Break On Through" 
ipak kasnije postaje jedna od najpoznatijih pjesama sastava koja se može naći na većini kompilacijskih albuma, kao i na live albumu Absolutely Live.
Na kraju pjesme Morrison pjeva "she gets high", ali posljednja riječ je cenzurirana kada je album objavljen i na kraju se moglo čuti samo "she gets..." a zatim tišina. Iako je kasnije necenzurirana inačica objavljena, ipak je ona cenzurirana još uvijek najpoznatija. Bubanjar John Densmore bio je očigledno inspiriran ritmom bosse nove na pjesmi.
Pjesma se može čuti i u filmu Olivera Stona; The Doors. Pjesma je također jedna od pet pjesama sastava The Doors koja se može čuti u filmu  Forrest Gump 1994.